# Yves Bitséki Moto
Stéphane Bitséki Moto (sinh ngày 23 tháng 4 năm 1983) là một cầu thủ bóng đá người Gabon thi đấu cho Mosta ở Gabon Championnat National D1 ở vị trí thủ môn.
Anh được triệu tập vào Đội tuyển bóng đá quốc gia Gabon tại Cúp bóng đá châu Phi 2012.

## Sự nghiệp quốc tế

### Bàn thắng quốc tế
Tỉ số và kết quả liệt kê bàn thắng của Gabon trước.
| #  | Ngày               | Địa điểm                                       | Đối thủ | Tỉ số | Kết quả | Giải đấu |
| -- | ------------------ | ---------------------------------------------- | ------- | ----- | ------- | -------- |
| 1. | 8 tháng 9 năm 2015 | Sân vận động Anh hùng Quốc gia, Lusaka, Zambia | Zambia  | 1–1   | 1–1     | Giao hữu |